# Arbenit Xhemajli
Arbenit Xhemajli, né le 23 avril 1998 à Brugg en Suisse, est un footballeur international kosovar, qui évolue au poste de défenseur central au FC Vaduz.

## Biographie

### Carrière en club
Natif de Brugg en Suisse, Arbenit Xhemajli est formé par le FC Zurich, mais il ne réalise aucune apparition en équipe première avec ce club.
Le 3 juillet 2017, Xhemajli signe à Neuchâtel Xamax. Le club évolue alors en deuxième division. Le Neuchâtel Xamax FCS est promu à l'issue de cette saison-là, et Xhemajli découvre la Super League lors de la saison 2018-2019. Il y joue son premier match le 28 juillet 2018, en étant titularisé face au FC Bâle (1-1).
Le 4 septembre 2020, Xhemajli signe au Sunderland AFC pour un contrat de trois ans.
Le 5 août 2022, Arbenit Xhemajli rejoint librement le FC Vaduz. Il s'engage pour un contrat courant jusqu'en juin 2024.

### Carrière internationale
Avec l'équipe du Kosovo espoirs, il inscrit un but en juin 2019, contre la Turquie. Ce match gagné 3-1 rentre dans le cadre des éliminatoires de l'Euro espoirs 2021.
Convoqué pour la première fois par Bernard Challandes au printemps 2018, Arbenit Xhemajli joue son premier match avec l'équipe nationale du Kosovo le 10 octobre 2019, face à Gibraltar. Il est titulaire lors de cette rencontre qui se solde par la victoire des siens (1-0).

## Statistiques
| Saison                | Club                  | Championnat           | Championnat | Championnat | Coupe(s) nationale(s) | Coupe(s) nationale(s) | Kosovo | Kosovo | Total | Total |
| Saison                | Club                  | Division              | M.          | B.          | M.                    | B.                    | M.     | B.     | M.    | B.    |
| 2016-2017             | FC Zurich U21         | Promotion League      | 13          | 0           | -                     | -                     | -      | -      | 13    | 0     |
| Sous-total            | Sous-total            | Sous-total            | 13          | 0           | -                     | -                     | -      | -      | 13    | 0     |
| 2017-2018             | Neuchâtel Xamax FCS   | Challenge League      | 6           | 0           | 1                     | 0                     | -      | -      | 7     | 0     |
| 2018-2019             | Neuchâtel Xamax FCS   | Super League          | 17          | 0           | 2                     | 0                     | -      | -      | 19    | 0     |
| 2019-2020             | Neuchâtel Xamax FCS   | Super League          | 16          | 2           | 2                     | 0                     | 1      | 0      | 19    | 2     |
| Sous-total            | Sous-total            | Sous-total            | 39          | 2           | 5                     | 0                     | 1      | 0      | 45    | 2     |
| Total sur la carrière | Total sur la carrière | Total sur la carrière | 52          | 2           | 5                     | 0                     | 1      | 0      | 58    | 2     |